# San Mateo Tlacoxcalco
San Mateo Tlacoxcalco är en ort i Mexiko.   Den ligger i kommunen San José Miahuatlán och delstaten Puebla, i den sydöstra delen av landet, 230 km sydost om huvudstaden Mexico City. San Mateo Tlacoxcalco ligger 1 180 meter över havet och antalet invånare är 765.
Terrängen runt San Mateo Tlacoxcalco är varierad. Runt San Mateo Tlacoxcalco är det ganska glesbefolkat, med 35 invånare per kvadratkilometer. Närmaste större samhälle är Ajalpan, 12,6 km nordost om San Mateo Tlacoxcalco. Trakten runt San Mateo Tlacoxcalco består till största delen av jordbruksmark.